# Carleton College
Carleton College – uczelnia niepubliczna z główną siedzibą w Northfield w stanie Minnesota, założona w 1866 roku.
Uczelnia ma charakter koedukacyjny od początku swojego istnienia.
W 1871 roku przedsiębiorca William Carleton przekazał uczelni kwotę $50 000 ówczesnych dolarów (ok. $22 miliony dolarów w 2025). W uznaniu tego daru uczelnia zmieniła swoją nazwę z Northfield College na Carleton college.
W 2000 roku przemowy inauguracyjnej dokonał prezydent USA Bill Clinton.
Carleton zajmuje wysokie miejsce w rankingach szkół wyższych; w rankingu U.S. News & World Report w 2025 roku zajął 1. miejsce w kategorii najlepszego nauczania na poziomie licencjackim.
Wśród absolwentów Carleton College znajdują się m.in. ekonomista Thorstein Veblen, polityk Melvin Laird czy wokalistka Laura Veirs.